# جوليان كريستوفر
جوليان كريستوفر (بالإنجليزية: Julian Christopher)‏ هو ممثل أمريكي، ولد في 7 نوفمبر 1944 بفيلادلفيا في الولايات المتحدة.

## أعمال

### أفلام
- (2005) طرد الأرواح من إيميلي روز[1]
- (2007) 88 دقيقة
- (2013) إيليزيم[2]

### مسلسلات
- ديناستي
- كان ياما كان

## وصلات خارجية
- جوليان كريستوفر على موقع IMDb (الإنجليزية)
- جوليان كريستوفر على موقع ألو سيني (الفرنسية)
- جوليان كريستوفر على موقع أول موفي (الإنجليزية)
- جوليان كريستوفر على موقع قاعدة بيانات الأفلام السويدية (السويدية)
- جوليان كريستوفر على موقع قاعدة بيانات الفيلم (الإنجليزية)
- جوليان كريستوفر على موقع كينوبويسك (الروسية)
- جوليان كريستوفر على موقع كينوبويسك (الروسية)
- جوليان كريستوفر على موقع كينوبويسك (الروسية)